# 圣玛丽亚德尔巴尔
圣玛丽亚德尔巴尔（西班牙語：Santa María del Val）是西班牙卡斯蒂利亚-拉曼恰昆卡省的一个市镇。总面积46平方公里，总人口113人（2001年），人口密度2人/平方公里。